# Jodie Meeks
Jodie Meeks (* 21. August 1987 in Nashville, Tennessee) ist ein ehemaliger US-amerikanischer Basketballspieler, der auf der Position des Shooting Guards spielte.

## Karriere

### Spieler
Meeks spielte drei Jahre für die University of Kentucky, ehe er in der NBA-Draft 2009 von den Milwaukee Bucks in der zweiten Draftrunde an 41. Stelle ausgewählt wurde. Nach einem halben Jahr bei den Bucks wurde Meeks zu den Philadelphia 76ers transferiert, für die er zwei Jahre spielte. 2010/11 hatte er bei den Sixers seine beste Saison, als er 10,5 Punkte pro Spiel erzielte und in 64 von 74 Spielen in der Anfangsaufstellung stand. Mit Philadelphia erreichte er 2011 und 2012 die Playoffs.
2012 unterschrieb Meeks bei den Los Angeles Lakers. Am 9. März 2014 gelang ihm ein NBA-Karriererekord mit 42 Punkten gegen die Oklahoma City Thunder. Mit 15,7 Punkten pro Spiel schloss Meeks seine beste Saison ab. Nach dem Ende der Saison unterschrieb er als Free Agent einen Vertrag bei den Detroit Pistons. Meeks spielte zwei Jahre für die Pistons, wobei er nur drei Spiele in der Saison 2015/16 absolvierte, nachdem er zum Saisonbeginn eine schwere Fußverletzung erlitten hatte und mehrere Monate ausfiel. Zum letzten Saisonspiel wurde Meeks dann wieder spielberechtigt. 
Im Sommer 2016 unterschrieb Meeks daraufhin einen Vertrag bei den Orlando Magic. Aufgrund einer Daumenverletzung fehlte Meeks viele Spiele, absolvierte am Ende der Saison nur 36 Spiele und kam dabei auf 9,1 Punkte pro Spiel. Danach wechselte er zu den Washington Wizards. 2018 wurde er für 25 Spiele gesperrt, nachdem in einer Dopingprobe Spuren eines Wachstumshormons gefunden worden waren. 2019 gewann er mit den Toronto Raptors den NBA-Meistertitel, er nahm in der Saison 2018/19 an 22 Spielen mit Toronto teil.
Im Sommer 2022 spielte er in der Liga Big3 und nahm hernach mit der US-Nationalmannschaft an der Ausscheidungsrunde für die Amerikameisterschaft teil, Anfang September 2022 gab er bekannt, nach dem Abschluss der Amerikameisterschaft seine Profilaufbahn zu beenden.

### Trainer
Zur Saison 2022/23 wurde Meeks Assistenztrainer der Mannschaft Birmingham Squadron in der NBA G-League.